# Josip Jurčević

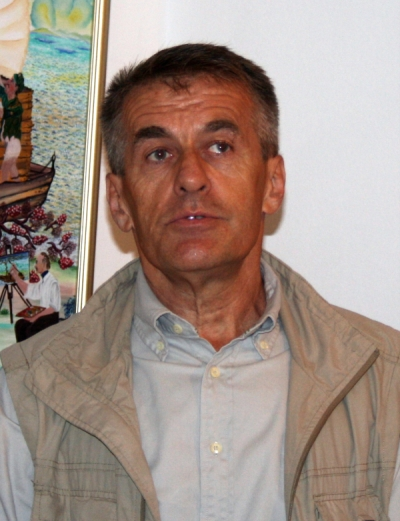
Josip Jurčević (2008)

Josip Jurčević (* 19. April 1951 in Studenci bei Imotski, SR Kroatien, Jugoslawien) ist ein geschichtsrevisionistischer kroatischer Historiker und Politiker.

## Leben
Jurčević wuchs in Zagreb auf. In den 1970er Jahren studierte er dort unter anderem Informatik, Theologie, Marxismus und Ökonomie.
1991/92 meldete er sich als Freiwilliger zu Beginn des Kroatienkrieges. Danach studierte er Geschichte an der Universität Zagreb, wo er mit einer Arbeit über das Problem der Erforschung der Opfer des Zweiten Weltkriegs auf dem Territorium Kroatiens 1996 einen Magister-Abschluss erhielt. Ab 1997 war er Mitarbeiter des Institut društvenih znanosti Ivo Pilar (Gesellschaftswissenschaftliches Institut „Ivo Pilar“). Im Jahr 2000 wurde er an der Universität Zagreb mit einer Arbeit über Die Unterdrückung durch das jugoslawische System in Kroatien im Jahr 1945 promoviert. Er ist Autor mehrerer Bücher. An der Universität Osijek und an der Pädagogischen Hochschule in Petrinja hat er Lehraufträge.
Josip Jurčević ist Mitglied eines kroatischen Kriegsveteranenverbandes. Als parteiloser Kandidat trat er bei der kroatischen Präsidentschaftswahl im Dezember 2009 an.
Im Januar 2016 machte ihn Miro Crnoja, der erste Minister für Kriegsveteranen in der Regierung von Tihomir Orešković, zu seinem Berater.
Josip Jurčević ist verheiratet und Vater von sieben Kindern.
Forschungsschwerpunkt des Autors sind die kommunistischen Verbrechen in und nach dem Zweiten Weltkrieg. Darüber hinaus hat sich Jurčević auch als Schulbuchautor sowie Verfasser von Arbeiten zu politischen und gesellschaftlichen Fragen betätigt.

## Kritik
Als Historiker fördert Jurčević den Geschichtsrevisionismus. So kritisiert der deutsche Südosteuropa-Historiker Holm Sundhaussen in seiner Rezension von Jurčevićs Werk Die Entstehung des Mythos Jasenovac dessen Wissenschaftsverständnis als eine Art Gesinnungswissenschaft, welche „national(istisch) fundiert“ sein müsse. Weiter merkte Sundhaussen an, dass Jurčevićs Kritik am Umgang mit den Opferzahlen des KZ Jasenovac (1941–1945) zu Zeiten Jugoslawiens (1945–1992) zwar gerechtfertigt sei, er aber mit offensichtlich absurden Zahlen jongliere, um die Seriosität neuer Erhebungen und Berechnungen ins Lächerliche zu ziehen. Jurčević habe das Unwort „Mythos Jasenovac“ bereitwillig und gedankenlos übernommen und lasse, unter Vermeidung klarer Aussagen, erkennen, dass er Jasenovac als „Arbeitslager“ verstehe und dass es einen Völkermord an den Serben im Unabhängigen Staat Kroatien nicht gegeben habe. Sundhaussen kritisiert weiter Jurčevićs Folgerung, dass das Kriterium für die Verfolgung durch die Ustascha nicht ethnischer Art gewesen sei, womit sich dieser über die internationale Forschung zur Ustascha hinweg setze und ihm diese offensichtlich unbekannt sei. So wie Jurčević bestrebt war, die Zahl der Opfer der Ustascha zu minimieren, so sei er bestrebt, die Opfer des Kommunismus (und der serbischen Aggression) zu maximieren.
Die Zeitung Nacional bezeichnete ihn 2006 als die neue Ikone der kroatischen Rechten, da er die Standpunkte der politischen Rechten zum Ausdruck bringe.

## Werke
- Nastanak jasenovačkog mita. Problemi proučavanja žrtava Drugog svjetskog rata na području Hrvatske. 1998, ISBN 953-6682-01-X; deutsche Ausgabe: Die Entstehung des Mythos Jasenovac. Probleme bei der Forschung zu den Opfern des II. Weltkrieges auf dem Gebiet von Kroatien. 2007, ISBN 978-953-950432-6.
- Bleiburg. Jugoslavenski poratni zločini nad Hrvatima (Bleiburg. Die jugoslawischen Nachkriegsverbrechen an den Kroaten), 2005, ISBN 953-95043-0-9.
- Crna knjiga komunizma u Hrvatskoj. Zločini jugoslavenskih komunista u Hrvatskoj 1945. godine. 2006, ISBN 953-7379-00-0; deutsche Ausgabe: Die schwarze Liste des Kommunismus in Kroatien. Die Verbrechen der jugoslawischen Kommunisten im Jahre 1945 in Kroatien. 2006, ISBN 3-200-00647-1.
- Stogodišnji teror jugoslavenstva i komunizma u Hrvatskoj (Der hundertjährige Terror des Jugoslawismus und Kommunismus in Kroatien), 2015, ISBN 978-953-95043-7-1